# 益田実
益田 実（ますだ みのる、1965年 - ）は、日本の政治学者（イギリス政治外交史、国際関係史）。立命館大学国際関係学部教授。山口県出身。

## 学歴
- 1988年3月 京都大学法学部卒業
- 1990年3月 京都大学大学院法学研究科政治学専攻修士課程修了、同博士後期課程進学
- 1992年9月 ロンドン大学ロンドン政治経済学院大学院国際関係史研究科国際関係史専攻（近代後期英国史）修士課程修了
- 1994年3月 京都大学大学院法学研究科政治学専攻博士課程後期課程中退
- 2009年7月 博士（法学）（京都大学、学位論文『戦後イギリス外交と対ヨーロッパ政策 : 「世界大国」の将来と地域統合の進展,1945～1957年』）

## 研究歴
- 1994年4月 三重大学人文学部専任講師
- 1996年4月	同助教授
- 2004年4月 同教授
- 2009年4月	三重大学退職、立命館大学国際関係学部教授

## 著作
- 『戦後イギリス外交と対ヨーロッパ政策―「世界大国」の将来と地域統合の進展, 1945-1957年』ミネルヴァ書房、2008年

### 編著
- 『欧米政治外交史 1871〜2012』、小川浩之共編、ミネルヴァ書房、2013年
- 『冷戦史を問いなおす ―「冷戦」と「非冷戦」 の境界』（青野利彦・池田亮・齋藤嘉臣と共著）ミネルヴァ書房、2015年
- 『欧州統合史――二つの世界大戦からブレグジットまで』、山本健共編、ミネルヴァ書房、2019年
- 『デタントから新冷戦へ――グローバル化する世界と揺らぐ国際秩序』、齋藤嘉臣・三宅康之共編、法律文化社、2022年
- 『冷戦史――超大国米ソの出現からソ連崩壊まで』、齋藤嘉臣共編、法律文化社、2024年

## 翻訳
- O・A・ウェスタッド『グローバル冷戦史―第三世界への介入と現代世界の形成』名古屋大学出版会、2010年（共訳）